# Château-Porcien
Château-Porcien é uma comuna francesa na região administrativa de Grande Leste, no departamento Ardenas. Estende-se por uma área de 17,36 km². Em 2010 a comuna tinha 1 356 habitantes (densidade: 78,1 hab./km²).